# Gabriela Drăgoi
Gabriela „Gabi“ Drăgoi (* 28. August 1992 in Buzău, Kreis Buzău) ist eine rumänische Kunstturnerin.

## Karriere
Drăgoi entstammt einer armen Familie aus Focșănei und wuchs mit vier älteren Geschwistern und ohne Vater auf. Sie begann mit dem Turnen im Alter von fünf Jahren bei CSȘ Buzău unter Anleitung von Gabriela Robu. Später wurde sie in Deva von Nationaltrainer Valerian Nicolae Forminte betreut. Ihren ersten großen Auftritt im rumänischen Nationalteam hatte sie bei den Turn-Europameisterschaften 2008, wo Rumänien im Mannschaftswettbewerb den Titel errang. 2008 wurde sie auch Landesmeisterin am Schwebebalken.
Drăgoi gewann mit dem rumänischen Nationalteam bei den Olympischen Spielen 2008 die Bronzemedaille im Mannschaftswettbewerb und belegte Rang 5 am Schwebebalken. Für andere Gerätefinals konnte sie sich nicht qualifizieren. Wegen eines Ermüdungsbruches, den sie sich hierbei im linken Unterschenkel zugezogen hatte, konnte sie in der Folgezeit nur noch eingeschränkt trainieren und nahm bis zu ihrer Operation im Dezember 2009 nur noch an Wettkämpfen am Schwebebalken und am Stufenbarren teil. Drăgoi gewann 2009 jedoch trotz der Verletzung jeweils Bronze am Schwebebalken bei den Europameisterschaften sowie bei den rumänischen Landesmeisterschaften. Bei den Turn-Weltmeisterschaften 2009 schied sie bei beiden Geräten bereits in der Qualifikation aus, bei den Turn-Weltmeisterschaften 2010 belegte sie mit Rumänien Rang 4 im Mannschaftswettbewerb.
Gabriela Drăgoi ist 1,46 m groß, ihr Wettkampfgewicht beträgt 37 kg.

## Auszeichnungen
2008 erhielt Gabriela Drăgoi von Staatspräsident Traian Băsescu zunächst den Verdienstorden „Meritul sportiv“ III. Klasse, um nach ihrer Olympiamedaille im August desselben Jahres mit dem Verdienstorden „Meritul sportiv“ III. Klasse mit zwei Streifen ausgezeichnet zu werden. 2008 und 2009 wurde sie zur besten Sportlerin des Jahres im Kreis Buzău gewählt.